# Edward Parrott
James Edward Parrott JP (* 1. Juni 1863 in Marple; † 5. April 1921 in Edinburgh) war ein britischer Sachbuchautor und Politiker.

## Leben
Parrott wurde 1863 als ältester Sohn des Lehrers Edward Brown Parrott in Marple geboren. Er besuchte das St Paul’s College in Cheltenham und war zunächst als Grundschullehrer tätig. 1891 ehelichte er Elizabeth Sophia. Neben seiner Tätigkeit erwarb er 1893 einen Bachelorabschluss des Trinity College Dublin. Auf verschiedenen Lehrstellen in Sheffield und Liverpool eingesetzt, begann Parrott mit dem Überarbeiten und später Verfassen von Schulbüchern. Diese Arbeiten standen für Parrott bis zu seinem Lebensende im Fokus. Noch in den 1890er Jahren sicherte sich das Edinburgher Verlagshaus Thomas Nelson & Sons seine Mitarbeit im Bereich Lehrbücher.
1900 erhielt Parrott einen Masterabschluss des Trinity College und ihm wurde der Doktorgrad der Rechtswissenschaften verliehen. Er was als Justice of the Peace für Edinburgh eingesetzt. Infolge seines Einsatzes für belgische und serbische Flüchtlinge während des Ersten Weltkriegs erhielt er den belgischen Kronenorden sowie den serbischen St.-Sava-Orden verliehen. Parrott verstarb unerwartet 1921 in Edinburgh.

## Politischer Werdegang
1904 wurde Parrott zum Vorsitzenden der South Edinburgh Liberal Association und 1908 des Edinburgh United Liberal Committee gewählt. Da sein Parteikollege Charles Henry Lyell im Jahre 1917 sein Unterhausmandat des Wahlkreises Edinburgh South zurückgab, wurden in dem Wahlkreis Nachwahlen erforderlich. Zu diesen trat Parrott für die Liberal Party an. Zu den Wahlen am 12. Mai desselben Jahres meldete sich kein Gegenkandidat, sodass Parrott das Mandat ohne Abstimmung erhielt und erstmals in das britische Unterhaus einzog. Bei den folgenden Unterhauswahlen 1918 bewarb sich Parrott um keine weitere Amtszeit für Edinburgh South. Das Mandat dieses Wahlkreises gewann der Unionist Charles Murray deutlich. Stattdessen trat Parrott im Nachbarwahlkreis Edinburgh West an. Mit der temporären Spaltung der Liberalen folgte er der Strömung des ehemaligen Premierministers Herbert Henry Asquith und kandidierte als unabhängiger Liberaler. Parrott konnte sich nicht gegen den Unionisten John Gordon Jameson durchsetzen, erhielt jedoch mehr Stimmen als der Labour-Kandidat John Alexander Young. Er schied aus dem Parlament aus und verstarb vor den folgenden Wahlen 1922, sodass er sich kein weiteres Mal zur Wahl stellen konnte.

## Werke (Auswahl)
- The Pageant of British History
- The Pageant of English Literature
- The Children’s Story of the War (10 Bände)
- Why Britain went to War
- The New Age Encyclopædia